# 고 다카히로
고 다카히로(일본어: 高 宇洋, 1998년 4월 20일~)는 일본의 축구 선수이다.

## 구단 경력
그는 2017년 J1리그의 감바 오사카에 입단했다. 2019년 J2리그의 레노파 야마구치 FC로 이적했다. 2020년까지 53경기에 출전하여, 1득점을 넣었다. 2021년 알비렉스 니가타로 이적했다. 2022년 J2리그 우승으로 J1리그로 승격했다. 2023년까지 111경기에 출전하여, 3득점을 넣었다. 2024년 FC 도쿄로 이적했다.